# Katie Class
Kathryn Helen „Katie” Class, później Marquard (ur. 24 marca 1963 w Saint Paul) – amerykańska łyżwiarka szybka.

## Kariera
Największe sukcesy w karierze Katie Class osiągnęła w sezonach 1985/1986 i 1986/1987, kiedy zajmowała trzecie miejsce w klasyfikacji końcowej Pucharu Świata na 1500 m. W pierwszym przypadku wyprzedziły ją jedynie Szwedka Annette Carlén-Karlsson oraz Karin Enke z NRD, a rok później lepsze były Holenderki: Yvonne van Gennip i Marieke Stam. Class pięciokrotnie stawała na podium zawodów tego cyklu, odnosząc jedno zwycięstwo: 24 stycznia 1987 roku w Lake Placid była najlepsza w biegu na 1500 m. Nigdy nie zdobyła medalu mistrzostw świata; jej najlepszym wynikiem było siódme miejsce wywalczone podczas sprinterskich mistrzostw świata w Sainte-Foy w 1987 roku. W 1984 roku brała udział w igrzyskach olimpijskich w Sarajewie, zajmując dziesiąte miejsce w biegu na 500 m i siedemnaste na dwukrotnie dłuższym dystansie. Cztery lata później, podczas igrzysk w Calgary jej najlepszym wynikiem było ósme miejsce w biegu na 1000 m. W 1988 roku zakończyła karierę.